# Drużynowe mistrzostwa świata open w brydżu sportowym – Bermuda Bowl
Bermuda Bowl – drużynowe mistrzostwa świata w brydżu sportowym, organizowane co 2 lata przez Światową Federację Brydżową (WBF). Równolegle z Bermuda Bowl rozgrywany jest Venice Cup (mistrzostwa świata w kategorii dla kobiet) i D’Orsi Seniors Trophy (dla seniorów).
W obecnym formacie (2011) Bermuda Bowl w drużynowych mistrzostwach świata spotykają się 22 najlepsze drużyny z całego świata. W pierwszej fazie odbywają się mecze każdy z każdym, a do drugiej fazy, ćwierćfinałów, przechodzi osiem drużyn i rozpoczynają one rozgrywki metodą pucharową (przegrywający odpada).

## Zwycięzcy i miejsca drużyny polskiej
| Rok                                                          | Drużyny | Miejsce | Składy drużyn |
| ------------------------------------------------------------ | ------- | ------- | --- |
| 46. 20 sierpnia-2 września 2023, Marakesz, Maroko            |         |         | |
| 2023                                                         | 24      | 1.      | Szwajcaria Switzerland · Sjoert Brink, Bas Drijver, Jacek Kalita, Michał Klukowski, Michał Nowosadzki, Pierre Zimmermann                                                 |
|                                                              |         | 2.      | Norwegia Norway: · Terje Aa, Christian Bakke, Boye Brogeland, Tor Eivind Grude, Geir Helgemo, Allan Livgard                                                              |
|                                                              |         | 3.      | Włochy Italy: · Massimiliano Di Franco, Giovanni Donati, Andrea Manno, Giacomo Percario, Antonio Sementa, Alfredo Versace                                                |
|                                                              |         | 5-8.    | Polska Poland · Konrad Araszkiewicz, Krzysztof Buras, Wojciech Gaweł, Rafał Jagniewski, Krzysztof Kotorowicz, Piotr Lutostański                                          |
| 45.                                                          |         |         | |
| 44.                                                          |         |         | |
| 43.                                                          |         |         | |
| 42. 26 września-10 października 2015, Chennai, Indie         |         |         | |
| 2015                                                         | 22      | 1.      | Polska Poland · Piotr Gawryś, Krzysztof Jassem, Jacek Kalita, Michał Klukowski, Marcin Mazurkiewicz, Michał Nowosadzki                                                   |
|                                                              |         | 2.      | Szwecja Sweden: · Tommy Bergdahl, Fredrik Nystrom, Johan Sylvan, Johan Upmark, Niklas Warne, Frederic Wrang                                                              |
|                                                              |         | 3.      | Stany Zjednoczone USA 1: · Ralph Katz, Robert Levin, Jeff Meckstroth, Nick Nickell, Eric Rodwell, Steve Weinstein                                                        |
| 41. 16-29 września 2013, Bali, Indonezja                     |         |         | |
| 2013                                                         | 22      | 1.      | Włochy Italy · Norberto Bocchi, Giorgio Duboin, Lorenzo Lauria, Agustin Madala, Antonio Sementa, Alfredo Versace                                                         |
|                                                              |         | 2.      | Monako Monaco: · Fulvio Fantoni, Geir Helgemo, Tor Helness, Franck Multon, Claudio Nunes, Pierre Zimmermann                                                              |
|                                                              |         | 3.      | Polska Poland: · Cezary Balicki, Adam Żmudziński, Krzysztof Buras, Grzegorz Narkiewicz, Krzysztof Jassem, Marcin Mazurkiewicz                                            |
| 40. 15-29 października 2011, Veldhoven, Holandia             |         |         | |
| 2011                                                         | 22      | 1.      | Holandia Netherlands · Sjoert Brink, Bas Drijver, Bauke Muller, Ricco van Prooijen, Louk Verhees Jr., Simon de Wijs                                                      |
|                                                              |         | 2.      | Stany Zjednoczone USA 2 · Kevin Bathurst, Joe Grue, John Hurd, Justin Lall, Joel Wooldridge, Daniel Zagorin                                                              |
|                                                              |         | 3.      | Włochy Italy · Norberto Bocchi, Giorgio Duboin, Lorenzo Lauria, Agustin Madala, Antonio Sementa, Alfredo Versace                                                         |
|                                                              |         | 14.     | Polska Poland · Krzysztof Buras, Piotr Gawryś, Krzysztof Jassem, Jacek Kalita, Krzysztof Martens, Grzegorz Narkiewicz                                                    |
| 39. 29 sierpnia – 12 września 2009, São Paulo, Brazylia      |         |         | |
| 2009                                                         | 22      | 1.      | Stany Zjednoczone USA 2 · Bob Hamman, Zia Mahmood, Jeff Meckstroth, Eric Rodwell, Nick Nickell, Ralph Katz                                                               |
|                                                              |         | 2.      | Włochy Italy · Antonio Sementa, Giorgio Duboin, Fulvio Fantoni, Claudio Nunes, Lorenzo Lauria, Alfredo Versace                                                           |
|                                                              |         | 3.      | Bułgaria Bulgaria · Wiktor Aronow, Dijan Danaiłow, Kalin Karaiwanow, Georgi Karakolew, Julijan Stefanow, Rumen Trendafiłow                                               |
| 38. 29 września – 13 października 2007, Szanghaj, Chiny      |         |         | |
| 2007                                                         | 22      | 1.      | Norwegia Norway · Boye Brogeland, Glenn Grøtheim, Geir Helgemo, Tor Helness, Erik Sælensminde, Ulf Håkon Tundal                                                          |
|                                                              |         | 2.      | Stany Zjednoczone USA 1 · Steve Garner, George Jacobs, Ralph Katz, Zia Mahmood, Michael Rosenberg, Howard Weinstein                                                      |
|                                                              |         | 3.      | Holandia Netherlands · Ton Bakkeren, Huub Bertens, Sjoert Brink, Bas Drijver, Simon de Wijs, Bauke Muller                                                                |
|                                                              |         | 12.     | Polska Poland · Bartosz Chmurski, Piotr Gawryś, Bogusław Gierulski, Krzysztof Jassem, Krzysztof Martens, Jerzy Skrzypczak                                                |
| 37. 22 października – 5 listopada 2005, Estoril, Portugalia  |         |         | |
| 2005                                                         | 22      | 1.      | Włochy Italy · Norberto Bocchi, Giorgio Duboin, Fulvio Fantoni, Lorenzo Lauria, Claudio Nunes, Alfredo Versace                                                           |
|                                                              |         | 2.      | Stany Zjednoczone USA 1 · Richard Freeman, Bob Hamman, Jeff Meckstroth, Nick Nickell, Eric Rodwell, Paul Soloway                                                         |
|                                                              |         | 3.      | Stany Zjednoczone USA 2 · Fred Gitelman, Eric Greco, Geoff Hampson, Russ Ekeblad, Brad Moss, Ron Rubin                                                                   |
|                                                              |         | 20.     | Polska Poland · Rafał Jagniewski, Krzysztof Jassem, Marcin Krupowicz, Piotr Lutostański, Krzysztof Martens, Bogusław Pazur                                               |
| 36. 2-15 listopada 2003, Monte Carlo, Monako                 |         |         | |
| 2003                                                         | 22      | 1.      | Stany Zjednoczone USA 1 · Richard Freeman, Bob Hamman, Jeff Meckstroth, Nick Nickell, Eric Rodwell, Paul Soloway                                                         |
|                                                              |         | 2.      | Włochy Italy · Norberto Bocchi, Giorgio Duboin, Fulvio Fantoni, Lorenzo Lauria, Claudio Nunes, Alfredo Versace                                                           |
|                                                              |         | 3.      | Polska Poland · Bartosz Chmurski, Piotr Gawryś, Krzysztof Jassem, Marcin Krupowicz, Mariusz Puczynski, Sławek Zawiślak                                                   |
|                                                              |         | 3.      | Stany Zjednoczone USA 2 · Doug Doub, Steve Landen, Pratrap Rajadhyaksha, Adam Wildavsky, (Dan Morse, Bobby Wolff)                                                        |
| 35. 21 października – 3 listopada 2001, Paryż, Francja       |         |         | |
| 2001                                                         | 18      | 1.      | Stany Zjednoczone USA 2 · Kyle Larsen, Chip Martel, Rose Meltzer, Alan Sontag, Lew Stansby, Peter Weichsel                                                               |
|                                                              |         | 2.      | Norwegia Norway · Terje Aa, Boye Brogeland, Glenn Grøtheim, Geir Helgemo, Tor Helness, Erik Sælensminde                                                                  |
|                                                              |         | 3.      | Polska Poland · Cezary Balicki, Michał Kwiecień, Marcin Leśniewski, Krzysztof Martens, Jacek Pszczoła, Adam Żmudziński                                                   |
| 34. 7-21 stycznia 2000, Southampton Parish, Bermudy          |         |         | |
| 2000                                                         | 20      | 1.      | Stany Zjednoczone USA 1 · Richard Freeman, Bob Hamman, Jeff Meckstroth, Nick Nickell, Eric Rodwell, Paul Soloway                                                         |
|                                                              |         | 2.      | Brazylia Brazil · Marcelo Castello Branco, João Paulo Campos, Gabriel Chagas, Ricardo Janz, Roberto Mello, Miguel Villas Boas                                            |
|                                                              |         | 3.      | Stany Zjednoczone USA 2 · Chip Martel, Lew Stansby, Zia Mahmood, Michael Rosenberg, Neil Silverman, Jeff Wolfson                                                         |
|                                                              |         | 5-8.    | Polska Poland · Krzysztof Jassem, Apolinary Kowalski, Michał Kwiecień, Jacek Pszczoła, Jacek Romański, Piotr Tuszyński                                                   |
| 33. 19 października – 1 listopada 1997, Hammamet, Tunezja    |         |         | |
| 1997                                                         | 18      | 1.      | Francja France · Paul Chemla, Alain Lévy, Christian Mari, Hervé Mouiel, Franck Multon, Michel Perron                                                                     |
|                                                              |         | 2.      | Stany Zjednoczone USA 2 · Richard Freeman, Bob Hamman, Jeff Meckstroth, Nick Nickell, Eric Rodwell, Bobby Wolff                                                          |
|                                                              |         | 3.      | Norwegia Norway · Terje Aa, Boye Brogeland, Glenn Grøtheim, Geir Helgemo, Tor Helness, Erik Sælensminde                                                                  |
|                                                              |         | 6.      | Polska Poland · Cezary Balicki, Apolinary Kowalski, Jacek Romański, Marek Szymanowski, Andrzej Zakrzewski, Adam Żmudziński                                               |
| 32. 2-20 października 1995, Pekin, Chiny                     |         |         | |
| 1995                                                         | 16      | 1.      | Stany Zjednoczone USA 2 · Richard Freeman, Bob Hamman, Jeff Meckstroth, Nick Nickell, Eric Rodwell, Bobby Wolff                                                          |
|                                                              |         | 2.      | Kanada Canada · Boris Baran, Fred Gitelman, Eric Kokish, George Mittelman, Mark Molson, Joey Silver                                                                      |
|                                                              |         | 3.      | Francja France · Paul Chemla, Philippe Cronier, Michel Lebel, Michel Perron, Robert Reiplinger, Philippe Soulet                                                          |
| 31. 29 sierpnia – 9 września 1993, Santiago, Chile           |         |         | |
| 1993                                                         | 16      | 1.      | Holandia Netherlands · Wubbo de Boer, Piet Jansen, Enri Leufkens, Bauke Muller, Jan B. Westerhof, Berry Westra                                                           |
|                                                              |         | 2.      | Norwegia Norway · Terje Aa, Glenn Grøtheim, Geir Helgemo, Tor Helness, Arild Rasmussen, Jon Sveindal                                                                     |
|                                                              |         | 3.      | Brazylia Brazil · Marcelo Amaral, José Barbosa, Pedro Paulo Branco, Carlos Camacho, Gabriel Chagas, Roberto Mello                                                        |
|                                                              |         | 6.      | Polska Poland · Cezary Balicki, Piotr Gawryś, Krzysztof Lasocki, Wojtek Olański, Piotr Tuszyński, Adam Żmudziński                                                        |
| 30. 29 września – 11 października 1991, Yokohama, Japonia    |         |         | |
| 1991                                                         | 16      | 1.      | Islandia Iceland · Guðmundur Páll Arnarson, Örn Arnþórsson, Jón Baldursson, Guðlaugur Jóhannsson, Þorlákur Jónsson, Aðalsteinn Jörgensen                                 |
|                                                              |         | 2.      | Polska Poland · Cezary Balicki, Piotr Gawryś, Krzysztof Lasocki, Krzysztof Martens, Marek Szymanowski, Adam Żmudziński                                                   |
|                                                              |         | 3.      | Szwecja Sweden · Sven-Åke Bjerregård, Björn Fallenius, Tommy Gullberg, Anders Morath, Mats Nilsland, Per Olof Sundelin                                                   |
| 29. 9-23 września 1989, Perth, Australia                     |         |         | |
| 1989                                                         | 10      | 1.      | Brazylia Brazil · Marcelo Castello Branco, Pedro Paulo Branco, Carlos Camacho, Gabriel Chagas, Ricardo Janz, Roberto Mello                                               |
|                                                              |         | 2.      | Stany Zjednoczone USA · Mike Lawrence, Chip Martel, Peter Pender, Hugh Ross, Lew Stansby, Kit Woolsey                                                                    |
|                                                              |         | 3.      | Polska Poland · Cezary Balicki, Julian Klukowski, Krzysztof Martens, Krzysztof Moszczyński, Marek Szymanowski, Adam Żmudziński                                           |
| 28. 10-24 października 1987, Ocho Rios, Jamajka              |         |         | |
| 1987                                                         | 10      | 1.      | Stany Zjednoczone USA · Bob Hamman, Mike Lawrence, Chip Martel, Hugh Ross, Lew Stansby, Bobby Wolff                                                                      |
|                                                              |         | 2.      | Wielka Brytania Great Britain · John Armstrong, Raymond Brock, Jeremy Flint, Tony Forrester, Graham Kirby, Robert Sheehan                                                |
|                                                              |         | 3.      | Szwecja Sweden · Björn Fallenius, Sven-Olov Flodqvist, Hans Göthe, Tommy Gullberg, Magnus Lindkvist, Per Olof Sundelin                                                   |
| 27. 19 października – 2 listopada 1985, São Paulo, Brazylia  |         |         | |
| 1985                                                         | 9       | 1.      | Stany Zjednoczone USA · Bob Hamman, Chip Martel, Peter Pender, Hugh Ross, Lew Stansby, Bobby Wolff                                                                       |
|                                                              |         | 2.      | Austria · Heinrich Berger, Kurt Feichtinger, Jan Fucik, Wolfgang Meinl, Karl Rohan, Franz Terraneo                                                                       |
|                                                              |         | 3.      | Izrael Israel · Dawid Birman, Sam Lev, Eliakim Shaufel, Szelomo Zeligman, (Julian Frydrich, Michael Hochzeit)**                                                          |
| 26. 24 września – 8 października 1983, Sztokholm, Szwecja    |         |         | |
| 1983                                                         | 10      | 1.      | Stany Zjednoczone USA 1 · Michael Becker, Bob Hamman, Ron Rubin, Alan Sontag, Peter Weichsel, Bobby Wolff                                                                |
|                                                              |         | 2.      | Włochy Italy · Giorgio Belladonna, Dano De Falco, Arturo Franco, Benito Garozzo, Lorenzo Lauria, Carlo Mosca                                                             |
|                                                              |         | 3.      | Francja France · Michel Corn, Philippe Cronier, Michel Lebel, Hervé Mouiel, Philippe Soulet, Henri Szwarc                                                                |
| 25. 19-30 października 1981, Nowy Jork, Stany Zjednoczone    |         |         | |
| 1981                                                         | 7       | 1.      | Stany Zjednoczone USA · Russell Arnold, Bobby Levin, Jeff Meckstroth, Eric Rodwell, John Solodar, (Bud Reinhold)*                                                        |
|                                                              |         | 2.      | Pakistan · Nishat Abedi, Nisar Ahmed, Munir Attaullah, Jane Alam Fazli, Zia Mahmood, Masood Saleem                                                                       |
|                                                              |         | 3-4.    | Polska Poland · Aleksander Jezioro, Julian Klukowski, Marek Kudła, Krzysztof Martens, Andrzej Milde, Tomasz Przybora                                                     |
|                                                              |         | 3-4.    | Argentyna Argentina · Gustavo Alujas, Luis Attaguile, Hector Camberos, Agustín Santamarina, Eduardo Scanavino, David Zanalda                                             |
| 24. 8-19 października 1979, Rio de Janeiro, Brazylia         |         |         | |
| 1979                                                         | 6       | 1.      | Stany Zjednoczone North America · Malcolm Brachman, Billy Eisenberg, Bobby Goldman, Edwin Kantar, Mike Passell, Paul Soloway                                             |
|                                                              |         | 2.      | Włochy Italy · Giorgio Belladonna, Dano De Falco, Arturo Franco, Benito Garozzo, Lorenzo Lauria, Vito Pittalà                                                            |
|                                                              |         | 3.      | Australia · Jim Borin, Norma Borin, Richard Cummings, Andrew Reiner, Bobby Richman, Tim Seres                                                                            |
| 23. 20-28 października 1977, Manila, Filipiny                |         |         | |
| 1977                                                         | 6       | 1.      | Stany Zjednoczone North America · Billy Eisenberg, Edwin Kantar, Bob Hamman, Paul Soloway, John C. Swanson, Bobby Wolff                                                  |
|                                                              |         | 2.      | Stany Zjednoczone Defending Champions · Fred Hamilton, Mike Passell, Erik Paulsen, Hugh Ross, Ira Rubin, Ron Von der Porten                                              |
|                                                              |         | 3.      | Szwecja Sweden · Anders Brunzell, Sven-Olov Flodqvist, Hans Göthe, Jörgen Lindqvist, Anders Morath, Per Olof Sundelin                                                    |
| 22. 2-8 maja 1976, Monte Carlo, Monako                       |         |         | |
| 1976                                                         | 6       | 1.      | Stany Zjednoczone North America · Billy Eisenberg, Fred Hamilton, Erik Paulsen, Hugh Ross, Ira Rubin, Paul Soloway                                                       |
|                                                              |         | 2.      | Włochy Italy · Giorgio Belladonna, Pietro Forquet, Arturo Franco, Benito Garozzo, Vito Pittalà, Antonio Vivaldi                                                          |
|                                                              |         | 3.      | Izrael Israel · Julian Frydrich, Michael Hochzeit, Sam Lev, Jeszajahu Lewit, Pinhas Romik, Eliakim Shaufel                                                               |
| 21. 24 stycznia – 1 lutego 1975, Southampton Parish, Bermudy |         |         | |
| 1975                                                         | 5       | 1.      | Włochy Italy · Giorgio Belladonna, Gianfranco Facchini, Arturo Franco, Benito Garozzo, Vito Pittalà, Sergio Zucchelli                                                    |
|                                                              |         | 2.      | Stany Zjednoczone North America · Billy Eisenberg, Bob Hamman, Edwin Kantar, Paul Soloway, John C. Swanson, Bobby Wolff                                                  |
|                                                              |         | 3.      | Francja France · Jean-Michel Boulenger, Michel Lebel, François Leenhardt, Christian Mari, Henri Szwarc, Edmond Vial                                                      |
| 20. 20-28 maja 1974, Wenecja, Włochy                         |         |         | |
| 1974                                                         | 6       | 1.      | Włochy Italy · Giorgio Belladonna, Benito Bianchi, Pietro Forquet, Benito Garozzo, (Dano De Falco, Arturo Franco)*                                                       |
|                                                              |         | 2.      | Stany Zjednoczone Kanada North America · Mark Blumenthal (USA), Bobby Goldman (USA), Bob Hamman (USA), Sami Kehela (CAN), Eric Murray (CAN), Bobby Wolff (USA)           |
|                                                              |         | 3.      | Brazylia Brazil · Pedro Paulo Assumpção, Marcelo Castello Branco, Pedro Paulo Branco, Gabriel Chagas, Gabino Cintra, Christiano Fonseca                                  |
| 19. 15-25 maja 1973, Guarujá, Brazylia                       |         |         | |
| 1973                                                         | 5       | 1.      | Włochy Italy · Giorgio Belladonna, Benito Bianchi, Pietro Forquet, Giuseppe Garabello, Benito Garozzo, Vito Pittalà                                                      |
|                                                              |         | 2.      | Stany Zjednoczone Aces · Mark Blumenthal, Bobby Goldman, Bob Hamman, James Jacoby, Mike Lawrence, Bobby Wolff                                                            |
|                                                              |         | 3.      | Brazylia Brazil · Pedro Paulo Assumpção, Marcelo Castello Branco, Pedro Paulo Branco, Gabriel Chagas, Gabino Cintra, Christiano Fonseca                                  |
| 18. 6-17 maja 1971, Tajpej, Tajwan                           |         |         | |
| 1971                                                         | 6       | 1.      | Stany Zjednoczone Aces · Billy Eisenberg, Bobby Goldman, Bob Hamman, James Jacoby, Mike Lawrence, Bobby Wolff                                                            |
|                                                              |         | 2.      | Francja France · Jean-Michel Boulenger, Pierre Jaïs, Jean-Marc Roudinesco, Jean-Louis Stoppa, Henri Szwarc, Roger Trézel                                                 |
|                                                              |         | 3.      | Australia · Jim Borin, Norma Borin, Richard Cummings, Denis Howard, Tim Seres, Roelof Smilde                                                                             |
| 17. 15-25 czerwca 1970, Sztokholm, Szwecja                   |         |         | |
| 1970                                                         | 5       | 1.      | Stany Zjednoczone USA · Billy Eisenberg, Bobby Goldman, Bob Hamman, James Jacoby, Mike Lawrence, Bobby Wolff                                                             |
|                                                              |         | 2.      | Chińskie Tajpej Chinese Taipei · Conrad Cheng, Elmer Hsiao, Patrick Huang, Harry Lin, M.F. Tai                                                                           |
|                                                              |         | 3.      | Norwegia Norway · Erik Høie, Tore Jensen, Knut Koppang, Bjørn Larsen, Louis André Strøm, Willy Varnås                                                                    |
| 16. 8-17 maja 1969, Rio de Janeiro, Brazylia                 |         |         | |
| 1969                                                         | 5       | 1.      | Włochy Italy · Walter Avarelli, Giorgio Belladonna, Massimo D'Alelio, Pietro Forquet, Benito Garozzo, Camillo Pabis Ticci                                                |
|                                                              |         | 2.      | Chińskie Tajpej Chinese Taipei · Frank Huang, Patrick Huang, C.S. Shen (Shen Chun-shan), K.W. Shen (THA), Kovit Suchartkul (THA), M.F. Tai                               |
|                                                              |         | 3.      | Stany Zjednoczone North America · Billy Eisenberg, Bobby Goldman, Bob Hamman, Edwin Kantar, Sidney Lazard, George Rapee                                                  |
| 15. 26 maja – 4 czerwca 1967, Miami Beach, Stany Zjednoczone |         |         | |
| 1967                                                         | 5       | 1.      | Włochy Italy · Walter Avarelli, Giorgio Belladonna, Massimo D'Alelio, Pietro Forquet, Benito Garozzo, Camillo Pabis Ticci                                                |
|                                                              |         | 2.      | Stany Zjednoczone Kanada North America · Edgar Kaplan (USA), Norman Kay (USA), Sami Kehela (CAN), Eric Murray (CAN), William Root (USA), Alvin Roth (USA)                |
|                                                              |         | 3.      | Francja France · Jean-Michel Boulenger, Jacques Parienté, Jean-Marc Roudinesco, Jacques Stetten, Henri Szwarc, Léon Tintner                                              |
| 14. 26 kwietnia – 8 maja 1966, St. Vincent, Włochy           |         |         | |
| 1966                                                         | 5       | 1.      | Włochy Italy · Walter Avarelli, Giorgio Belladonna, Massimo D'Alelio, Pietro Forquet, Benito Garozzo, Camillo Pabis Ticci                                                |
|                                                              |         | 2.      | Stany Zjednoczone Kanada North America · Phillip Feldesman (USA), Bob Hamman (USA), Sami Kehela (CAN), Lew Mathe (USA), Eric Murray (CAN), Ira Rubin (USA)               |
|                                                              |         | 3.      | Wenezuela Venezuela · Roberto Benaim, David Berah, Mario Onorati, Roger Rossignol, Renato Straziota, Francis Vernon                                                      |
| 13. 16-22 maja 1965, Buenos Aires, Argentyna                 |         |         | |
| 1965                                                         | 4       | 1.      | Włochy Italy · Walter Avarelli, Giorgio Belladonna, Massimo D'Alelio, Pietro Forquet, Benito Garozzo, Camillo Pabis Ticci                                                |
|                                                              |         | 2.      | Stany Zjednoczone North America · Jay Becker, Ivan Erdos, Dorothy Hayden, Peter Leventritt, Kelsey Petterson, Howard Schenken                                            |
|                                                              |         | 3.      | Argentyna Argentina · Luis Attaguile, Alberto Berisso, Carlos Cabanne, Marcelo Lerner, Egisto Rocchi, Agustín Santamarina                                                |
| 12. 15-23 czerwca 1963, St. Vincent, Włochy                  |         |         | |
| 1963                                                         | 4       | 1.      | Włochy Italy · Giorgio Belladonna, Eugenio Chiaradia, Massimo D'Alelio, Pietro Forquet, Benito Garozzo, Camillo Pabis Ticci                                              |
|                                                              |         | 2.      | Stany Zjednoczone North America · James Jacoby, Robert Jordan, Peter Leventritt, G. Robert Nail, Arthur Robinson, Howard Schenken                                        |
|                                                              |         | 3.      | Francja France · René Bacherich, Gérard Desrousseaux, Pierre Ghestem, Jacques Stetten, Georges Théron, Léon Tintner                                                      |
| 11. 10-18 lutego 1962, Nowy Jork, Stany Zjednoczone          |         |         | |
| 1962                                                         | 4       | 1.      | Włochy Italy · Walter Avarelli, Giorgio Belladonna, Eugenio Chiaradia, Massimo D'Alelio, Pietro Forquet, Benito Garozzo                                                  |
|                                                              |         | 2.      | Stany Zjednoczone Kanada North America · Charles Coon (USA), Mervin Key (USA), Lew Mathe (USA), Eric Murray (CAN), G. Robert Nail (USA), Ron Von der Porten (USA)        |
|                                                              |         | 3.      | Wielka Brytania Great Britain · Nico Gardener, Kenneth Konstam, Tony Priday, Claude Rodrigue, Albert Rose, Alan Truscott                                                 |
| 10. 15-23 kwietnia 1961, Buenos Aires, Argentyna             |         |         | |
| 1961                                                         | 4       | 1.      | Włochy Italy · Walter Avarelli, Giorgio Belladonna, Eugenio Chiaradia, Massimo D'Alelio, Pietro Forquet, Benito Garozzo                                                  |
|                                                              |         | 2.      | Stany Zjednoczone North America · John Gerber, Paul Hodge, Norman Kay, Peter Leventritt, Howard Schenken, Sidney Silodor                                                 |
|                                                              |         | 3.      | Francja France · René Bacherich, Claude Deruy, Pierre Ghestem, José Le Dentu, Roger Trézel                                                                               |
| 9. 7-15 lutego 1959, Nowy Jork, Stany Zjednoczone            |         |         | |
| 1959                                                         | 3       | 1.      | Włochy Italy · Walter Avarelli, Giorgio Belladonna, Eugenio Chiaradia, Massimo D'Alelio, Pietro Forquet, Guglielmo Siniscalco                                            |
|                                                              |         | 2.      | Stany Zjednoczone USA · Harry Fishbein, Sam Fry Jr., Leonard Harmon, Lee Hazen, Sidney Lazard, Ivar Stakgold                                                             |
|                                                              |         | 3.      | Argentyna Argentina · Alberto Berisso, Ricardo Calvente, Alejandro Castro, Carlos Dibar, Arturo Jaques, Egisto Rocchi                                                    |
| 8. 25 stycznia – 3 lutego 1958, Como, Włochy                 |         |         | |
| 1958                                                         | 3       | 1.      | Włochy Italy · Walter Avarelli, Giorgio Belladonna, Eugenio Chiaradia, Massimo D'Alelio, Pietro Forquet, Guglielmo Siniscalco                                            |
|                                                              |         | 2.      | Stany Zjednoczone USA · Jay Becker, John Crawford, George Rapee, Alvin Roth, Sidney Silodor, Tobias Stone                                                                |
|                                                              |         | 3.      | Argentyna Argentina · Alberto Blousson, Carlos Cabanne, Ricardo Calvente, Alejandro Castro, Marcelo Lerner                                                               |
| 7. 6-11 stycznia 1957, Nowy Jork, Stany Zjednoczone          |         |         | |
| 1957                                                         | 2       | 1.      | Włochy Italy · Walter Avarelli, Giorgio Belladonna, Eugenio Chiaradia, Massimo D'Alelio, Pietro Forquet, Guglielmo Siniscalco                                            |
|                                                              |         | 2.      | Stany Zjednoczone USA · Charles Goren, Boris Koytchou, Peter Leventritt, Harold Ogust, William Seamon, Helen Sobel                                                       |
| 6. 7-12 stycznia 1956, Paryż, Francja                        |         |         | |
| 1956                                                         | 2       | 1.      | Francja France · René Bacherich, Pierre Ghestem, Pierre Jaïs, Robert Lattès, Bertrand Romanet, Roger Trézel                                                              |
|                                                              |         | 2.      | Stany Zjednoczone USA · Myron Field, Charles Goren, Lee Hazen, Richard Kahn, Charles Solomon, Sam Stayman                                                                |
| 5. 9-14 stycznia 1955, Nowy Jork, Stany Zjednoczone          |         |         | |
| 1955                                                         | 2       | 1.      | Wielka Brytania Great Britain · Leslie Dodds, Kenneth Konstam, Adam Meredith, Jordanis Pavlides, Terence Reese, Boris Schapiro                                           |
|                                                              |         | 2.      | Stany Zjednoczone USA · Clifford Bishop, Milton Ellenby, Lew Mathe, John Moran, William Rosen, Alvin Roth                                                                |
| 4. 9-24 stycznia 1954, Monte Carlo, Monako                   |         |         | |
| 1954                                                         | 2       | 1.      | Stany Zjednoczone USA · Clifford Bishop, Milton Ellenby, Lew Mathe, Don Oakie, William Rosen, Douglas Steen                                                              |
|                                                              |         | 2.      | Francja France · Jacques Amouraben, René Bacherich, Jean Besse (SUI), Pierre Ghestem, Marcel Kornblum, Karl Schneider (AUT)                                              |
| 3. 5–10 stycznia 1953, Nowy Jork, Stany Zjednoczone          |         |         | |
| 1953                                                         | 2       | 1.      | Stany Zjednoczone USA · Jay Becker, John Crawford, Theodore Lightner, George Rapee, Howard Schenken, Sam Stayman                                                         |
|                                                              |         | 2.      | Szwecja Sweden · Gunnar Anulf, Rudolf Kock, Robert Larsen, Nils-Olof Lilliehöök, Jan Wohlin, Einar Werner                                                                |
| 2. 11–20 listopada 1951, Neapol, Włochy                      |         |         | |
| 1951                                                         | 2       | 1.      | Stany Zjednoczone USA · Jay Becker, John Crawford, George Rapee, Howard Schenken, Sam Stayman                                                                            |
|                                                              |         | 2.      | Włochy Italy · Paolo Baroni, Eugenio Chiaradia, Pietro Forquet, Mario Franco, Augusto Ricci, Guglielmo Siniscalco                                                        |
| 1. 13–19 listopada 1950, Hamilton, Bermudy                   |         |         | |
| 1950                                                         | 3       | 1.      | Stany Zjednoczone USA · John Crawford, Charles Goren, George Rapee, Howard Schenken, Sidney Silodor, Sam Stayman                                                         |
|                                                              |         | 2.      | Wielka Brytania Great Britain · Leslie Dodds, Nico Gardener, Maurice Harrison-Gray, Kenneth Konstam, Joel Tarlo, Louis Tarlo                                             |
|                                                              |         | 3.      | Szwecja Islandia Sweden–Iceland · Gunnar Guðmundsson (ISL), Rudolf Kock (SWE), Nils-Olof Lilliehöök (SWE), Einar Þorfinnsson (ISL), Einar Werner (SWE), Jan Wohlin (SWE) |